# Дефиниция на тероризма
Понятието тероризъм носи политически и емоционален заряд и това значително усложнява формулирането на прецизна дефиниция.
Проучване от 2003 година на Джефри Рекърд за армията на САЩ цитира източник (Схмид и Йонгман, 1988), който изброява 109 различни дефиниции на понятието тероризъм, покриващи 22 отделни дефиниционни елемента. Рекърд продължава:
| „ | „Експертът по тероризъм Уолтър Лакюр също преброява над 100 дефиниции и прави заключение, че „единствената обща характеристика, за която обикновено има съгласие, е, че тероризмът включва насилие и заплаха с насилие.“ И все пак, тероризмът съвсем не е единственото начинание, включващо насилие и заплаха с насилие. Такива са още войната, силовата дипломация и кавгите в бара.“ | “ |

Ангъс Мартин в доклад за парламента на Австралийския съюз пише, че „Международната общност никога не е успявала да разработи приемлива и всестранна дефиниция на понятието тероризъм. През 70-те и 80-те години на 20 век опитите на ООН да дефинира термина пропадат, главно поради различия в мнението на различни членове относно употребата на насилие в контекста на конфликти за национално освобождение и самоопределение.“ По тази причина и по политически причини, много медии (напр. „Ройтерс“) избягват употребата на термина „терорист“ и вместо това използват по-меки думи като „бомбаджии“, „бойци“ и т.н.
В много страни терористичните актове са юридически разграничени от престъпните деяния, извършвани по други подбуди (вж. по-долу точните дефиниции). Общите принципи зад различните законови и юридически дефиниции на понятието тероризъм позволяват да се породи консенунс по отношение на значението му, както и да се насърчи сътрудничеството между правораздавателните органи в различните държави по света.
След кодифицирането на законите за водене на война през 1899 година, някои държави влизат в полемика. Клаузата „Мартенс“ е добавена като компромисно решение на споровете между Великите сили, смятащи нередовните войски („francs-tireurs“) за незаконни бойци подлежащи на екзекуция при попадане в плен, и по-малките държави, които заявяват, че това са законни бойци.
Допълнителният протокол от 1977 година към Женевските конвенции от 12 август 1949 година и отнасящ се за защитата на жертви на международни въоръжени конфликти признава в чл. 1, абз. 4, че „... в който народите се борят срещу колониална власт и чужда окупация и срещу расистки режими...“ съдържа твърди много неясноти, които замъгляват въпроса за дефиницията на „законен боец“. По тази причина, в зависимост от гледната точка на държавата едно съпротивително движение би могло да бъде или да не бъде определено като терористична група въз основа на това дали членовете на съпротивителното движение са смятани, съответно, за незаконни или законни бойци и тяхното право да се съпротивяват на окупаторите е признато. В крайна сметка, разграничението е въпрос на политическа преценка.

## Етимология
Терминът „тероризъм“ произлиза от латинската дума terrere – „плаша“. Терор кимбрикус е аварийно положение в Рим, обявено в отговор на похода на воините от племето Кимбри през 105 година преди новата ера. Френският народен конвент обявява през септември 1793 година, че „терорът е дневният ред“. Периодът от 1793 до 1794 година е наричан regime de la terreur („царство на терора“). Максимилиан Робеспиер, водачът на френската революция, заявява през 1794 година, че „терорът не е нищо друго освен справедливост, бърза, сурова, непреклонна.“
Агентите на Комитета за обществена безопасност, които изпълняват политическите решения на „Терора“, са наричани „терористи“. Думата тероризъм влиза за първи път в речниците на английския език през 1798 година със значението „систематичната употреба на насилие като политическа линия“.
Въпреки че „царство на терора“ е наложено от френското правителство, в съвременността с „тероризъм“ обикновено се назовава убийството на невинни хора от група индивиди по начин, който предизвиква медиен интерес. Това значение произлиза от руските радикали през 70-те години на 19 век. Сергей Нечаев (1847-1882), който основава „Народна разправа“ през 1869 година, сам се определя като „терорист“. Немският анархистичен философ Йохан Мост (1846-1906) помага за популяризирането на днешното значение на думата като раздава „съвети за терористите“ през 80-те години на 19 век.

## Полемика
Характерно за съвременната дефиниция на понятието тероризъм е, че тя е силно полемична. Използването на насилие за постигането на политически цели е присъщо както на държави, така и за недържавни организации. Трудната част е в постигането на съгласие за това, кога употребата на насилие (насочена към кого, от кого, с какви цели) е законна/основателна. Мнозинството от дефинициите, които са в обращение, са формулирани от агенции пряко обвързани с някое правителство, и са със систематично предубеждение да изключват правителствата от дефиницията. Някои от дефинициите са изключително широки. Например в Закона за тероризма, приет от парламента на Обединеното кралство през 2000 година, тя включва пробиви в компютърни системи, в които насилие нито се цели, нито де факто се прилага.
Съвременният етикет „терорист“ носи дълбоко пейоративни (отрицателни) нотки; той е знак, показващ липсата на законност и морал. По тази причина използването на думата „терорист“ е винаги оспорвано. Опитите да се прецизира понятието неизменно пораждат големи спорове, тъй като съперничещите си дефиниции могат да се използват с тенденциозното намерение да включат действията на определени групи и да изключат действията на други. Затова всяка група или страна по въпроса може субективно да предяви законно основание за използването на насилие за своята политическа кауза или цел.

## Дефиниции

### ООН
Организацията на обединените нации (ООН) заявява, че „Въпросът за дефиницията на тероризма преследва дебата между държавите от десетилетия. Първият опит да се постигне международно приемлива дефиниция е направен от Обществото на народите, но конвенцията, проектирана през 1937 година, никога не е прокарана. Държавите членки на ООН все още не разполагат с дефиниция, с която да са съгласни. Терминологичният консенсус ще бъде, обаче, необходим при изготвянето на всестранна конвенция за тероризма, която някои страни предпочитат вместо сегашните 12 откъслечни конвенции и протоколи. Липсата на съгласие върху дефиницията на тероризма продължава да бъде голяма пречка за изработването на смислени международни контрамерки. Циниците често коментират, че „терористът според един човек е борец за свобода според друг.“ Предложените дефиниции са:
1. Проектоконвенция на Обществото на народите (1937): „Всички престъпни действия, насочени срещу някоя Държава и извършени с цел или предвидени да създадат състояние на терор в съзнанието на определени индивиди или група индивиди или широката общественост“.
2. Откъс от резолюция на ООН (1996): „1. Строго осъжда всички терористични действия, методи и практики като престъпни и неоправдани, където и от когото да бъдат извършени. 2. Повтаря, че престъпните действия, извършени с цел или предвидени да провокират състояние на терор сред широката общественост, група индивиди или определени индивиди с политически цели са неоправдани при каквито и да са обстоятелства, каквито и да са съображенията от политически, философски, идеологически, расов, етнически, религиозни или друго естество, които биха могли да се потърсят за тяхното оправдаване.“ (Резолюция №51/210 на Генералната асамблея на ООН Мерки за елиминирането на международния тероризъм)
3. Кратка юридическа дефиниция, предложена от Алекс П. Схмид пред Отдел „Престъпления“ на ООН (1992): Терористичен акт = Мирновременен еквивалент на военно престъпление.
4. Дефиниция на академичния консенсус: „Тероризмът е метод, внушаващ безпокойство, състоящ се от многократни насилствени действия и използван от (полу)-тайни индивиди, групи или държави по специфични, престъпни или политически причини, при който--за разлика от политическото убийство--преките цели на насилието не са главните цели. Непосредствените човешки жертви на насилието обикновено се избират произволно (цели на случайността) или избирателно (представителни или символични цели) от целевата популация, и служат за генериране на послания. Комуникационните процеси, основаващи се на заплахата/насилието, между терориста (терористичната организация), (заплашените) жертви и главните цели се използват да манипулират главните цели (публиката), превръщайки я в цел на терор, цел за искания, или цел за внимание, в зависимост от това дали се търси сплашване, принуда или пропаганда.“ (Схмид, 1988).
Резолюция №1373 на Съвета за сигурност на ООН обсъжда тероризма и е с първични правомощия на ООН за тероризма тъй като е издадена с правомощията от Глава VII на ООН.
Резолюция №1566 го определя като:
престъпни действия, включително срещу граждани, извършени с цел да причинят смърт или сериозни телесни поражения, или да вземат заложници, с целта да провокират състояние на терор сред широката общественост или сред група индивиди или отделни индивиди, да заплашат дадено население или да заставят дадено правителство или международна организация да извършат или да се въздържат от извършването на каквото и да е действие.
На 17 март 2005 година комисия на ООН описва тероризма като всяко действие „извършено с цел да причини смъртта или да нанесе сериозни телесни поражения на граждани или невоюващи лица с цел заплашване на дадено население или заставяне на дадено правителство или международна организация да извърши или да се въздържи от извършването на каквото и да е действие.“
Резолюция 49/60 на Генералната асамблея, озаглавена „Мерки за елиминирането на международния тероризъм“, приета на 9 декември 1994 година, съдържа клауза, описваща тероризма: Престъпни действия, извършени с цел или предвидени да провокират състояние на терор сред широката общественост, група индивиди или определени индивиди с политически цели са неоправдани при каквито и да са обстоятелства, каквито и да са съображенията от политически, философски, идеологически, расов, етнически, религиозни или друго естество, които биха могли да се потърсят за тяхното оправдаване.
Според Антонио Касесе тази клауза „дава началото на приемлива дефиниция на тероризма“.

### Великобритания
Законът за тероризма 2000 г. определя последния като: заплаха, употребена, за да се повлияе на правителството или да се застраши обществеността или част от нея в преследване на политическа, религиозна или друга идеологическа цел, като действията включват използване на насилие срещу лица, сериозно увреждане на собственост или създаване на рискове за здравето или сигурността на обществеността или част от нея.

### Европейски съюз
Дефиницията за тероризъм, която Европейският съюз използва, е зададена в чл. 1 на Рамковото решение за борба с тероризма (2002). Тя постановява, че терористичните престъпления са вид престъпни деяния, които са описани в списък на тежки престъпления срещу хора и собственост и които:
„предвид тяхното естество или контекст биха могли сериозно да навредят на дадена държава или дадена международна организация, когато се извършват с цел: сериозно да сплашат дадено население; или по нереден начин да заставят дадено правителство или международна организация да изпълни или да се въздържи от изпълняването на дадено действие; или сериозно да дестабилизират или да унищожат фундаменталните политически, конституционни, икономически или социални структури в дадена държава или в дадена международна организация.“
В проекта на това споразумение (Брюксел, 19 септември 2001 г.), в съображение 3 се посочва: „Повечето терористични актове са главно обикновени престъпления, които се превръщат в терористични единствено във връзка с мотивацията на извършителите. Ако мотивите им са да се променят сериозно или разрушат основни принципи или стълбове на държавността..., сме изправени пред терористична заплаха. …“. Според параграф 2 от проекта: „За целта на това Рамково споразумение терористична група означава структурна организация, създадена за определен период от време от повече от двама души, с цел извършването на терористични действия, посочени в параграф 1“.

### САЩ
Според раздел 22 от Наказателния кодекс на САЩ, чл. 2656, тероризъм е: предумишлено, политически мотивирано насилие, извършено срещу цивилни обекти от страна на субнационални групировки или отделни екстремисти с цел да се оказва въздействие върху общественото мнение.

### Научна общност
Схмид и Йонгман (1988): „Тероризмът е метод, внушаващ безпокойство, състоящ се от многократни насилствени действия и използван от (полу)-тайни индивиди, групи или държави по специфични, престъпни или политически причини, при който--за разлика от политическото убийство--преките цели на насилието не са главните цели. Непосредствените човешки жертви на насилието обикновено се избират произволно (цели на случайността) или избирателно (представителни или символични цели) от целевата популация, и служат за генериране на послания. Комуникационните процеси, основаващи се на заплахата/насилието, между терориста (терористичната организация), (заплашените) жертви и главните цели се използват да манипулират главните цели (публиката), превръщайки я в цел на терор, цел за искания, или цел за внимание, в зависимост от това дали се търси сплашване, принуда или пропаганда.“
|  | Тази страница частично или изцяло представлява превод на страницата Definition of terrorism в Уикипедия на английски. Оригиналният текст, както и този превод, са защитени от Лиценза „Криейтив Комънс – Признание – Споделяне на споделеното“, а за съдържание, създадено преди юни 2009 година – от Лиценза за свободна документация на ГНУ. Прегледайте историята на редакциите на оригиналната страница, както и на преводната страница, за да видите списъка на съавторите. ВАЖНО: Този шаблон се отнася единствено до авторските права върху съдържанието на статията. Добавянето му не отменя изискването да се посочват конкретни източници на твърденията, които да бъдат благонадеждни. |